# Johann Albert von Heister
Johann Albert Graf von Heister (* 1676; † 16. Oktober 1746 in Grätz) war kaiserlich-königlicher Feldmarschalleutnant, Geheimer Hofkriegsrat, Kommandant von Grätz sowie Chef eines Infanterie-Regiments.

## Leben
Seine Eltern waren der österreichische Feldmarschall Reichsgraf Sigbert Heister und dessen Ehefrau Anna Maria Gräfin von Zinzendorf. Sein älterer Bruder war Rudolf von Heister, der 1717 bei der Belagerung von Belgrad fiel. Sein Onkel Hanibal Joseph von Heister († 1719) war Generalwachtmeister, Vize-General von Waradein und Kommandant von Creutz in Kroatien.
Er ging 1699 in kaiserliche Kriegsdienste und wurde von Kaiser Leopold zum Kämmerer ernannt. Im Jahr 1711 wurde er Obrist und 1715 Inner-Österreichischer Kriegsrat. 1718 wurde er Kommandeur des Infanterie-Regiments seines Vaters,
1723 ernannte ihn der Kaiser zum Generalwachtmeister und 1733 zum Feldmarschalleutnant. 1735 wurde er Inner-Österreichischer Vize-Kriegspräsident und Geheimer Rat. 1738 wurde dann Kommandant von Grätz und 1739 wirklicher Geheimer Rat.
Er heiratete am 5. Mai 1711 Gabriele Josepha von Kaunitz (* 2. April 1690; † 6. März 1769). Ihr gemeinsamer Sohn Siegbert starb als Geistlicher.